# Антикатолицизм в США
Анти-католицизм в США уходит корнями в антикатолические настроения, появившиеся и распространившиеся среди протестантских колонистов. В колониальном обществе появилось два типа антикатолической риторики. Первый, появившийся из богословского наследия средневековой Реформации и европейских религиозных войн (XVI—XVIII вв.) и говоривший о католицизме как антихристианской ереси, который доминировал в американском обществе до конца XVII века. Второй тип произрастал из светской ксенофобии по отношению к мигрантам из Ирландии, Италии, Польши, Мексики и Квебека, где католицизм является традиционной религией. Обычно он сосредотачивался на критике папы римского и его контроля над епископами и священниками в Америке.
Историк Джозеф Маннард говорит, что произошедшие после образования США войны уменьшили антикатолический накал в обществе: «достаточно большое количество американских католиков поддержали войну за независимость, чтобы стереть популярное тогда мнение о католицизме как религии предателей… Во время гражданской войны огромное количество ирландцев и южных немцев помогли развеять представления об иммигрантско-католической нелояльности». После 1980 напряжённость между католическим меньшинством и протестантским большинством исчезла. В политике либеральные евангелисты и католики объединились в вопросе отношения к однополым бракам и прочих социально-культурных проблемах.

## Истоки
Американский анти-католицизм берёт своё начало во времена европейской Реформации, которое изначально было направлено как протест против католической церкви и разумеется приверженцы протестантизма заняли твёрдую критическую позицию против католицизма и папизма. Многие административные должности в американских колониях занимали представители кальвинизма, англиканства и лютеранства. Более того, шотландская и английская национальные идентичности основывались на противостоянии католицизму. Роберт Курран пишет: «Быть англичанином — значит ненавидеть католиков».
Многие британские колонисты, такие как пуритане и конгрегационалисты, спасались от преследований англиканской церкви, чьи доктрины и богослужения очень похожи на аналогичные в католической церкви. Поэтому в раннем американском религиозном обществе именно представители этих двух протестантских конфессий демонстрировали крайнюю враждебность к католикам. Многие колонии имели направленные против католиков законы. Джон Трейси Эллис писал, что «антикатолические настроения были привнесены в Джеймстаун в 1607 году и активно распространялись во всех тринадцати штатах от Массачусетса до Джорджии». Эллис также писал, что несмотря на противоречия внутри самих протестантских религиозных групп, их всех объединяла общая ненависть к Римско-католической церкви.
В 1642 году Вирджиния приняла закон, запрещающий иммиграцию католиков в штат. Спустя 5 лет аналогичные законы были приняты в Колонии Массачусетского залива.
В 1649 в Мэриленде был принят закон о терпимости (англ. Act of Toleration), запрещавший богохульство и оскорбления каких-либо религиозных групп, однако уже в 1654 этот закон был отменён, и католики вновь вернулись в подполье. В 1692 в Мэриленде открылась Англиканская церковь, а правительство штата заставило всех католиков платить высокие налоги. Католикам запрещалось любое участие в политике, иметь свои религиозные школы, проводить таинства, строить католические церкви и проводить мессы.
В 1719 Род-Айленд ограничил католическое население в гражданских правах, таких как отказ в избирательном праве.
В 1774 Джон Адамс посетил католическую мессу в Филадельфии. Он похвалил проповедь за обучение верующих гражданскому сознанию и наслаждался органной музыкой, но при этом высмеял католические ритуалы. В 1788 Джон Джей призвал законодательное собрание Нью-Йорка потребовать от должностных лиц отказаться от папы римского и вообще каких-либо иностранных властей «в вопросе как религиозном, так и в гражданском». Этот призыв касался и католиков, и англикан.
Когда началась война за независимость, штаты Вирджиния, Мэриленд и Пенсильвания в 1776 году приняли акты о религиозной терпимости. Джордж Вашингтон был активным сторонником примирения всех религиозных конфессий, существующих на тот момент в США. Он считал религию опорой общественного порядка, нравственности и добродетели, посещал богослужения различных религий, брал на службу в армию последователей всех конфессий и подавлял антикатолические мятежи в армии.
Патриоты во многом опирались на поддержку со стороны католической Франции, поэтому антикатолическая риторика была свёрнута. Антикатолицизм всё же остался силён среди лоялистов, 80 % которых остались в новообразованных Соединённых Штатах после войны за независимость. К 1780-м в штатах Новой Англии католики получили такие же равные права.

## XIX век

Антикатолическая карикатура на Франческо Сатолли, апостольского делегата папы римского в Америке, 1894

В 1836 году вышла в свет книга «Ужасные разоблачения Марии Монк» (англ. Awful Disclosures of Maria Monk) или «Скрытые секреты жизни монахини в разоблачённом монастыре» (англ. The Hidden Secrets a Nun’s Life in a Convent Exposed). Автор книги Мария Монк происходила из Канады. В своей книге она утверждает, что монахини из организации Религиозных госпитальеров Святого Иосифа (католической религиозной организации) в Монреальском монастыре Отель-Дьё (франц. Hôtel-Dieu) занимаются сексом со священниками из этой же организации, а если в результате этой связи рождаются дети, католические священники их крестят, а затем душат и бросают в известковую яму в подвале. Книга в итоге стала бестселлером своего времени и продалась огромным тиражом в США и Канаде, хотя никаких подтверждений историям, рассказанных в книге, нет и по сей день.

### Иммиграция
Антикатолицизм достиг своей высшей точки популярности в середине XIX века, когда высшие слои США, состоявшие из протестантов, были встревожены большим притоком мигрантов из Ирландии и Южной Германии. Тогда стала популярной точка зрения о том, что католическая церковь является Вавилонской блудницей из Книги Откровения.
В 1889 вышла книга Марка Твена «Янки из Коннектикута при дворе короля Артура» (англ. A Connecticut Yankee in King Arthur’s Court). Сам Марк Твен говорил, что был воспитан во враждебности ко всему католическому.

### Нативизм
В 1830-х и 1840-х годах американские протестантские лидеры, такие как Лиман Бичер и Хорейс Бушнелл, критиковали католицизм не только с религиозной точки зрения, но и с гражданской, считая католицизм врагом американских ценностей. Некоторые учёные считают, что ксенофобская риторика Бичера и Бушнелла способствовала началу антиирландских и антикатолических погромов.
В «Призвании к Западу» (англ. Plea for the West) Бичер призывал к полному изгнанию католиков из западных поселений. 11 августа 1834 нетерпимость достигла наивысшей точки, когда толпа сожгла монастырь урсулинок в Чарлстауне, штат Массачусетс.
Возникшее «нативистское» движение, достигшее популярности в 1840-х годах, вылилось в яростную антикатолическую и антииммигрантскую деятельность, что приводило к нападениям и даже убийствам католиков, а также сожжению их собственности и религиозных учреждений. Насилие подпитывалось заявлениями о том, что католики разрушают американскую культуру. Ирландских католиков-иммигрантов же обвиняли в распространении преступности и пьянства.

### Государственное финансирование католических школ
Католические приходские школы изначально появились в США как предмет этническо-религиозной гордости и как способ оградить католическую молодёжь от влияния протестантских учителей и учеников.

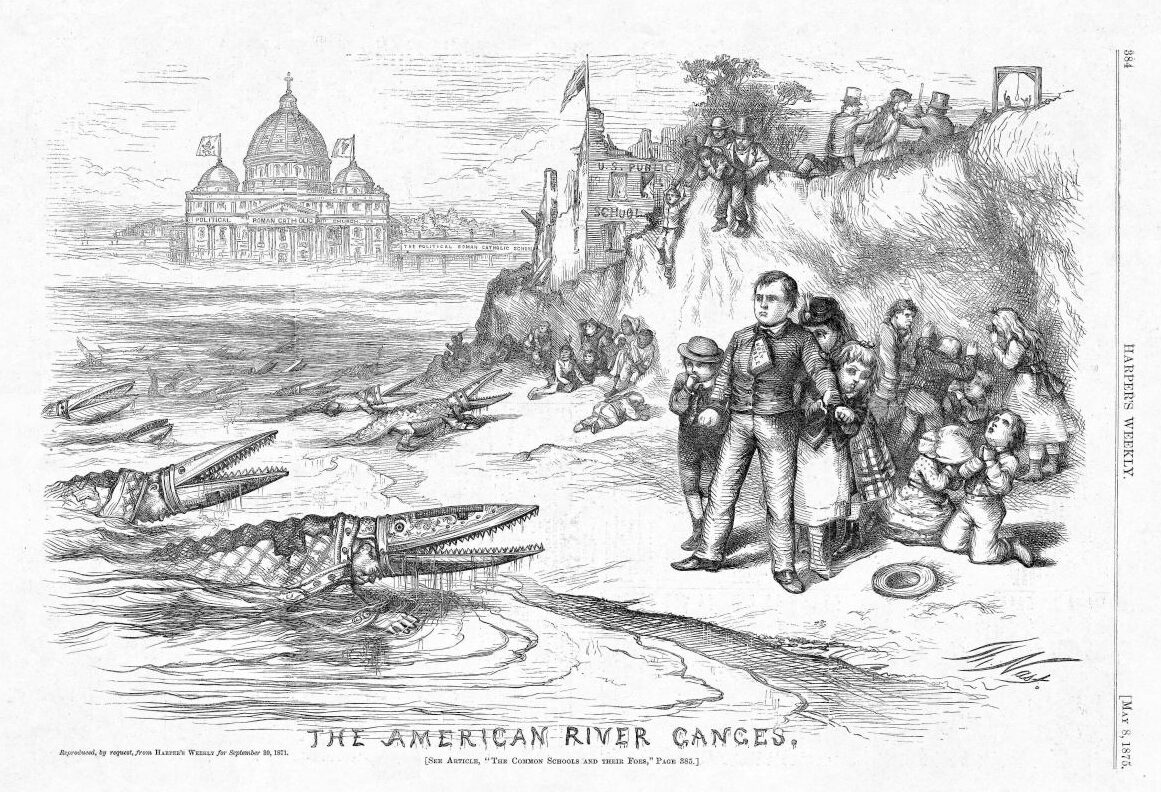
Карикатура 1875 года, изображающая католических епископов как готовящихся напасть на государственные школы крокодилов

В 1869 религиозный вопрос обострился, когда Таммани Холл, в которой состояло много католиков, попросил выделить из государственного бюджета 1,5 миллиона долларов на строительство католических школ. В 1875 появилась карикатура, изображающая римско-католических епископов как крокодилов, готовящихся напасть на протестантские государственные школы при попустительстве политиков-католиков.

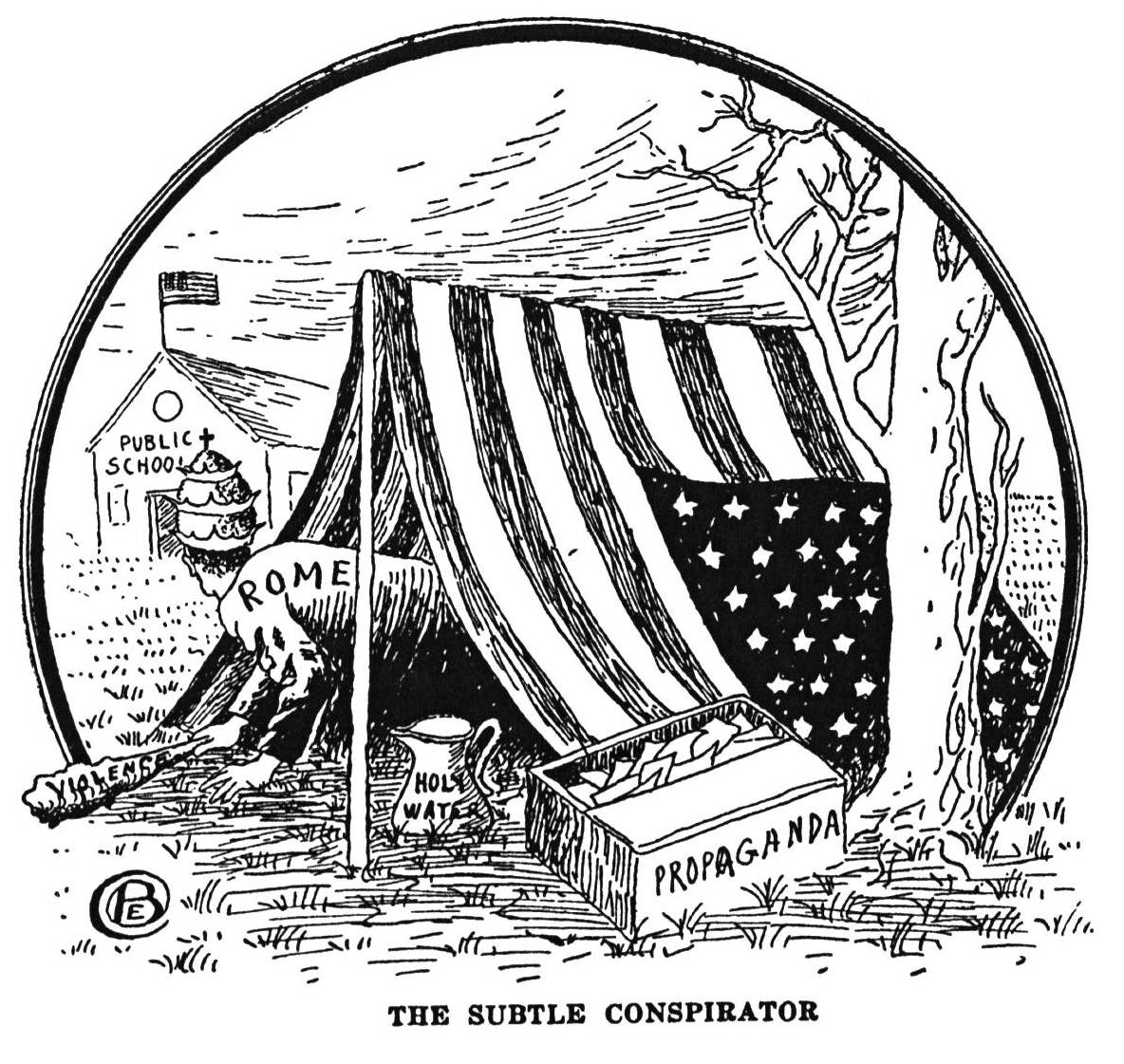
Карикатура из книги «Люди клана: защитники свободы» (Klansmen: Guardians of Liberty), 1926

Лидер республиканского меньшинства в Палате представителей Джеймс Дж. Блейн в 1874 предложил поправку к Конституции США, которая гласила: «Никакие деньги, собранные в результате налогообложения в каком-либо штате для поддержки государственных школ, или полученные из каких-либо других государственных источников, никакие государственные земли, никогда не будут находиться под контролем какой-либо религиозной общины, и никакие собранные таким образом деньги или выделенная земля не могут быть разделены между религиозными сектами или конфессиями». Тогдашний президент США Улисс Грант поддержал предложение Блейна, поскольку сам являлся сторонником государственных школ, которые «не смешивались бы с атеистическим, языческим или сектантским учением». Поправка в конституцию США была отклонена, однако модель Блейна позднее будет использоваться для создания конституций 34 штатов ближайшие 30 лет.

## XX век
В начале XX века антикатолицизм начал угасать, особенно на Западе США, где протестантизм имел невысокую поддержку. В Калифорнии появились мексиканские францисканские миссии, привлекая местных в католицизм. В 1909 президент США Уильям Тафт посетил Калифорнию, где положительно высказался о францисканце испанского происхождения Хуниперо Серрой, который получил прозвище «отца Калифорнии». В 2015 папа римский Франциск причислил его к лику святых.

### 1910-е
Антикатолические настроения, тем не менее, всё равно были достаточно сильны настолько, что в 1911 году была создана газета «The Menace» («угроза»), которая изначально было настроена антикатолически. Эта газета быстро достигла общенационального тиража и разошлась полумиллионным тиражом.

### 1920-е

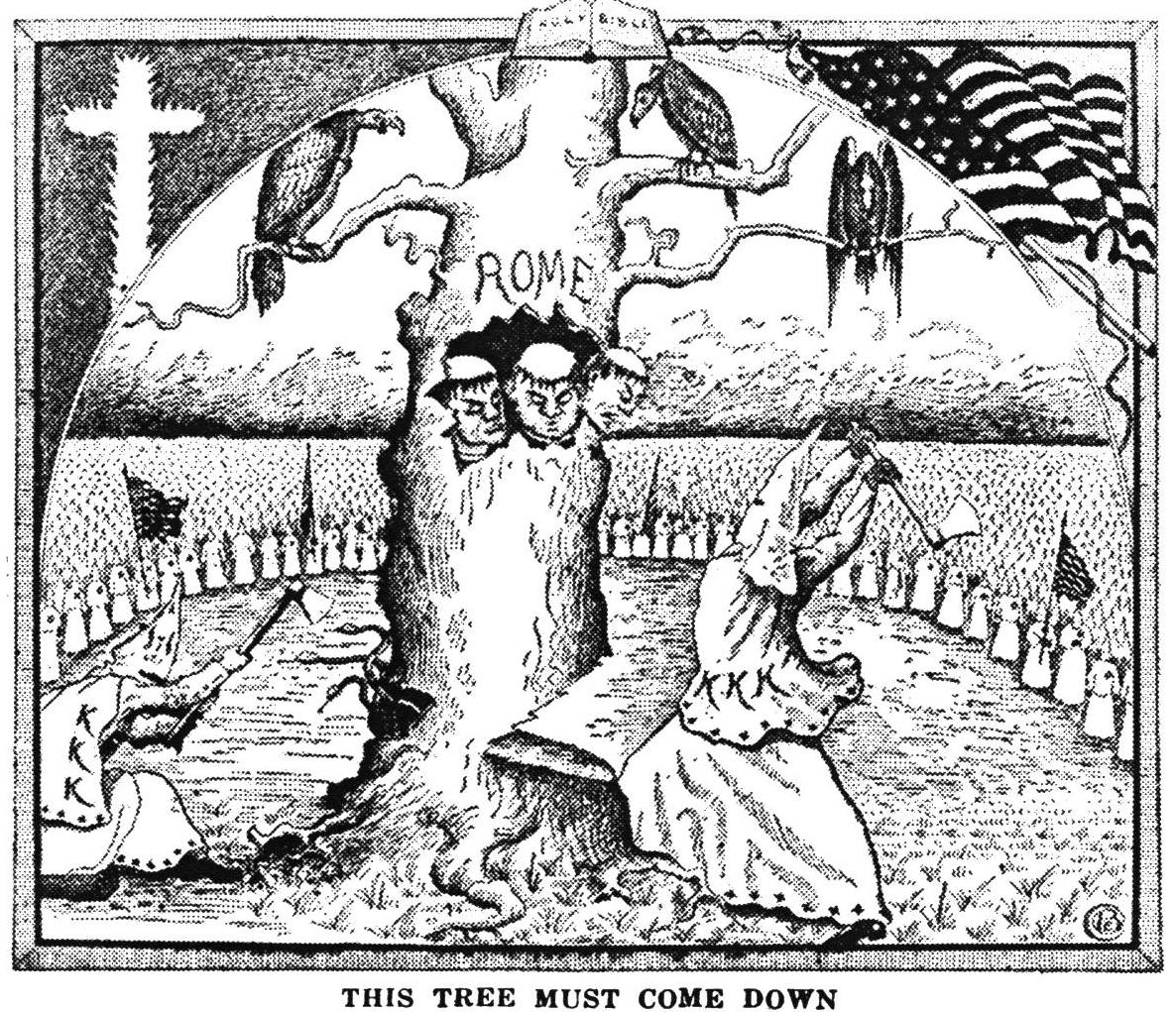
«Дерево должно упасть» — антикатолическая карикатура Ку-Клукс-Клана, 1925. Ку-клукс-клановцы в балахонах рубят дерево с надписью «Рим»

Антикатолицизм был широко распространён в 1920-е годы; ненавистники католицизма, особенно Ку-Клукс-Клан, считали, что сам по себе католицизм несовместим с демократией, американскими ценностями и образом жизни, и что приходские католические школы не позволяют детям стать настоящими американцами. В ответ американские католики неоднократно заявляли о себе как о лояльных государству гражданах и утверждали, что именно они являются настоящими патриотами, поскольку верят в свободу вероисповедания.

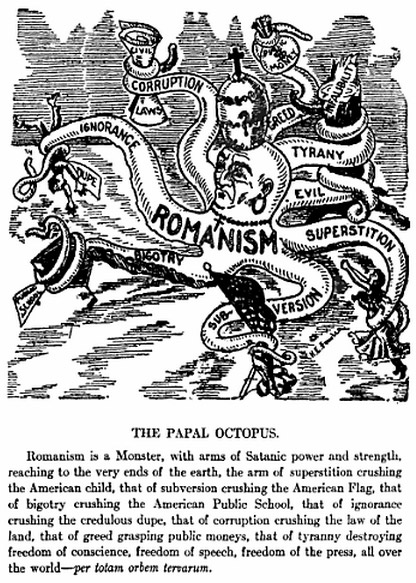
Антикатолическая карикатура, изображающая католичество (романизм) как монстра

В 1921—1925 годах второй Ку-Клукс-Клан быстро набирает популярность, антикатолическая риторика усиливается. В 1925 в маленьком городке Ройал-Ок (штат Мичиган) была открыта католическая церковь, при этом большая часть населения придерживалась протестантизма. Спустя 2 недели после открытия Ку-Клукс-Клан сжёг крест перед церковью.
11 августа 1921 священник римско-католической церкви ирландского происхождения Джеймс Койл был застрелен прямо на крыльце своего прихода в Бирмингеме (Алабама). Стрелком оказался Э. Р. Стивенсон, пастор южной методистской епископальной церкви. Как оказалось, до этого Койл благословил брак между Рут Стивенсон (дочерью Э. Р. Стивенсона) и пуэрто-риканцем Педро Гуссманом. Сама же Рут Стивенсон за несколько месяцев до венчания приняла католицизм, тем самым взбесив отца, убеждённого протестанта. В суде Стивенсона защищал Хьюго Блэк, бывший судья, заседавший в Верховном суде США.
В 1926 Хьюго Блэк был избран в Сенат США в Алабаме, после того, как создал себе политическую базу за счёт выступлений на собраниях местного Ку-Клукс-Клана, где агитировал против католицизма. Блэка часто обвиняли в том, что будучи судьёй в Верховном суде, он из личных убеждений влиял на ключевые решения касательно разделения государства и религии.

### Президентские выборы 1928 года
В середине 20-х Клан распался. Большая часть газет осудила его деятельность. К 1930 сохранилось лишь несколько небольших местных отделений ККК. От этого удара Клан больше никогда не оправится.

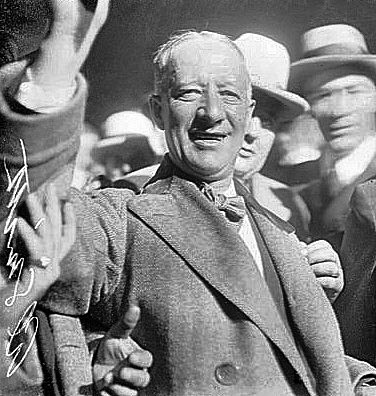
Альфред Смит — первый кандидат на пост президента США католического вероисповедания

В 1928 кандидатом в президенты США от демократов стал Альфред Смит — он стал первым католиком, выдвинувшимся на общенациональные выборы от крупной политической силы. Его религия стала крупной проблемой во время избирательной кампании. Против него ополчились антикатолически настроенные общины протестантов, особенно баптисты и лютеране. По их мнению, если Смит станет президентом США, то он будет слушать не американский народ, а секретные указания папы. Ходили слухи, что в случае победы Смита на выборах папа римский переедет в Америку, чтобы контролировать её внешнюю, внутреннюю и экономическую политику.
Во всех американских баптистских и лютеранских церквях выступали с речами священники. Они редко поддерживали оппонента Смита — Герберта Гувера, который был квакером. Чаще они утверждали, что Смит неприемлем. Опрос 8500 прихожан южной методистской церкви показал, что из всех опрошенных Смита поддерживали только 4 человека. Многие американцы, отвергавшие религиозный фанатизм и Ку-Клукс-Клан, искренне верили в то, что католическая церковь является «неамериканским» и «чуждым» явлением, оправдывая свою оппозицию к Смиту.
Национальная Лютеранская Ассоциация Редакторов и Менеджеров выпустила заявление против избрания Смита за авторством доктора Кларенса Рейнхольда Тапперта. Он предупреждал об «особых отношениях, в которых находится правоверный католик, и абсолютной преданности, которой он обязан иностранному сюзерену, который не только заявляет о верховности и своей правоте в делах гражданских и правовых, но и который стремится воплотить эти заявления в жизнь». Как утверждалось в заявлении, католическая церковь враждебна американским секулярным принципам и религиозной терпимости.

## Середина XX века
Президент Франклин Делано Рузвельт во время выборов сильно зависел от голосов католиков и энтузиазма ирландских иммигрантов в крупных городах, таких как Бостон, Филадельфия, Чикаго и Нью-Йорк. Сам Альфред Смит и многие его сторонники порвали связи с Рузвельтом и создали Американскую Лигу Свободы, которая противостояла «Новому курсу» Рузвельта. Католический священник Чарльз Кафлин поддержал Рузвельта в 1932, но затем порвал с ним и критиковал его политику. Политику Рузвельта поддерживали такие католики, как Джеймс Фарли (до 1940 года), посол Джозеф П. Кеннеди.
Во внешней политике католики требовали нейтралитета Америки в гражданской войне в Испании, к ним присоединились изоляционисты. Либералы же требовали американской помощи республиканцам, но Рузвельт всё же сохранил национальный нейтралитет.

Вторая проблема всплыла после возобновления антикатолических гонений в Мексике. Американские католики раскритиковали посла США в Мексике Джозефа Дэниелса за то, что не смог противостоять атакам на католицизм со стороны мексиканского правительства. Сам Дэниелс, несмотря на то что был методистом, сотрудничал с католиками, но при этом не питал симпатий к мексиканской католической церкви, считая, что она представляет феодалов и земельную аристократию, которых Дэниелс не любил из-за своего либерализма. По той же причине он поддержал республиканцев в гражданской войне в Испании. Главной же проблемой было закрытие католических школ в Мексике; Дэниелс, как представитель США, одобрил действия и риторику мексиканских политиков, выступавших против католицизма. В июльской речи 1934 года Дэниелс публично одобрил антикатолические действия бывшего президента Мексики Кальеса:
«Генерал Кальес видит, как видел и Джефферсон, что ни один народ не может одновременно свободным и невежественным. Поэтому он и президент Родригес, избранный президентом Кайрденас и все дальновидные лидеры страны считают государственное образование высшей обязанностью правительства. Все они признают, что генерал Кальес первым бросил вызов, который лежит в основе проблем завтрашнего дня, когда он сказал: „Мы должны войти и завладеть разумом детства, разумом юности“.»
В 1935 сенатор Уильям Бора из Айдахо, главный специалист республиканцев по внешней политике, призвал Сенат провести расследование в отношении преследований католической веры в Мексике. Он сразу же подвергся шквалу критики со стороны известных протестантских организаций, в том числе Федерального совета церквей, Епископальной церкви и Совета зарубежных миссий методистской церкви. Сенат проигнорировал призыв, хотя 250 членов Палаты представителей высказались в пользу Бора, лично Рузвельт заблокировал этот призыв. Кризис закончился тем, что мексиканское правительство отказалось от жёстко-антирелигиозной политики Кальеса, возможно, в ответ на закулисные усилия Дэниелса. Осенью 1936 Рузвельт уверенно победил.

### Вторая мировая война
Вторая мировая война стала первым решающим событием в Америке, отодвинувшим религию на второй план. Бручино пишет, что «военные разработали специальную кадровую политику, которая активно перемешивала разноплановое белое этническое и религиозное население Америки. Служба в армии уравнивала людей всех религий, напомнила жителям страны о том, что они прежде всего американцы. Под огнём солдаты выживали благодаря своим фронтовым друзьям, независимо от их религиозной или этнической принадлежности.» Вернувшись с фронта, ветераны помогли изменить американское общество.

### 1950-е
20 октября 1951 Гарри Трумэн назначил бывшего военного Марка Кларка послом в Ватикане. 13 января 1952 Кларк был вынужден покинуть Ватикан и свой пост из-за протестов техасского сенатора Тома Конналли и групп протестантов.
В 1950-х антикатолические высказывания можно было услышать от некоторых министров, но эта агитация уже не имела былого успеха, ведь американское правительство пыталось создать общий антикоммунистический фронт из всех американцев, независимо от религии и национальности. Дуайт Эйзенхауэр подчёркивал, что центральным компонентом американской национальной идентичности являются иудаизм и христианство всех направлений.

### Президентские выборы в 1960
В предвыборной кампании Джона Кеннеди ключевую роль сыграло его католическое вероисповедание. Около 75-80 % американских католиков проголосовали на выборах за него.
Многие выдающиеся протестанты вроде Уильяма (Билла) Грэма и Нормана Винсента Пила организовали кампанию против Кеннеди, предупредив, что римский понтифик будет отдавать приказы Кеннеди. Были мобилизованы многие группы евангелистов, однако две организации: Национальная конфедерация граждан за свободу вероисповедания и Объединение американцев за отделение церкви от государства раскритиковали Пила за его антикатолицизм, после чего он сам отстранился от кампании.
Чтобы развеять опасения среди протестантов, Кеннеди держался на расстоянии от католического духовенства, не показывая открыто свою религиозность. 12 сентября 1960 Кеннеди произнёс речь перед протестантскими служителями, в которой сказал: «Я не католический кандидат в президенты. Я — демократ. Кандидат от партии, который является католиком. Я не говорю от лица церкви по общественным вопросам — и церковь не говорит за меня.» Он пообещал уважать принцип отделения церкви от государства и не позволять церковным чиновникам влиять на государственную политику. New York Times писала о том, что Кеннеди скорее выиграл от своей католической веры, чем проиграл, поскольку все американские католики объединились вокруг него, чтобы продемонстрировать свою политическую солидарность и потребовать полного равенства между ними и протестантами.

## Конец XX века — современность
После президентских выборов в США в 1980 году напряжённость между католиками и протестантами резко снизилась. В политике эти группы объединились в борьбе за сохранение консервативной морали, занимали одну сторону в позициях абортов и выступали за сохранение брака как союза между мужчиной и женщиной. Рональд Рейган был популярен как среди евангелистов, так и среди католиков. В 2000 году коалиция республиканцев состояла из половины католиков и другой половины протестантов.
В 1993 году отколовшиеся группы адвентистов платили за размещение вдоль автотрасс баннеров с изображением Папы Антихриста. Одна такая группа разместила антикатолическое объявление на пасхальное воскресенье в газете Oregonian в 2000 году. Большая часть адвентистов осудила эти действия.
В мае 2006 года опрос Gallup показал, что 57 % американцев положительно относятся к католицизму, а 30 % — отрицательно. Консерватизм католической церкви и скандалы с сексуальным насилием среди священников являлись главными проблемами католицизма, по мнению опрошенных.